# Animal Crossing: New Horizons
Animal Crossing: New Horizons (あつまれ どうぶつの森?, Atsumare: Dōbutsu no Mori) è un videogioco di simulazione di vita sviluppato e pubblicato da Nintendo per Nintendo Switch. Uscito in tutto il mondo il 20 marzo 2020, è il quinto titolo della serie principale di Animal Crossing.
Con 47,82 milioni di copie vendute, è il secondo videogioco più venduto per Nintendo Switch, dietro a Mario Kart 8 Deluxe.

## Modalità di gioco

Schermata che mostra una tipica giornata in New Horizons

Come nei precedenti titoli nella serie di Animal Crossing, New Horizons è un gioco di simulazione di vita con struttura non lineare, giocato in tempo reale. Il giocatore assume il ruolo di un personaggio personalizzabile che si trasferisce su un'isola deserta dopo aver comprato un pacchetto vacanze dal tanuki, Tom Nook. Il gioco procede in maniera non lineare mentre il giocatore esplora l'isola, e la fa sviluppare in una comunità di animali antropomorfi.
Similmente allo spin-off del 2017 Animal Crossing: Pocket Camp, il gioco introduce un sistema di fabbricazione, che permette al giocatore di convertire materiali in strumenti e arredi, che possono essere utilizzati per decorare gli spazi interni ed esterni nel gioco. Le "Miglia Nook", una nuova valuta in-gioco guadagnata completando diversi compiti, possono essere utilizzate per acquistare oggetti premium. I giocatori sono in grado di invitare degli animali a vivere sulla propria isola, e hanno l'opzione di scegliere dove gli abitanti costruiranno la propria casa, con la possibilità di spostarla in futuro e modificarla con il DLC.
Il gioco consente di personalizzare l'aspetto del proprio personaggio e tutte le acconciature e caratteristiche facciali sono disponibili per entrambi i sessi. I giocatori hanno inoltre la possibilità di selezionare il colore della pelle del proprio personaggio, funzione introdotta per la prima volta nello spin-off del 2015 Animal Crossing: Happy Home Designer. Inoltre, il meteo nel gioco si adatta alle stagioni degli emisferi boreale e australe in base all'ubicazione scelta dal giocatore.
New Horizons supporta il gioco cooperativo locale e online con abbonamento Nintendo Online, con un massimo di quattro giocatori a livello locale e otto giocatori online.
Il gioco non ha interazioni dirette con Pocket Camp ma, collegando il proprio account Nintendo sul gioco, sarà possibile ricevere varie ricompense esclusive.

## Sviluppo
La direttrice Aya Kyogoku e il produttore Hisashi Nogami hanno dichiarato di aver scelto un'isola deserta come ambientazione per differenziare rispetto ai titoli precedenti, ambientati in villaggi già esistenti, e per permettere ai giocatori di personalizzare maggiormente il mondo di gioco.
Sia Fuffi che Mr.Resetti sono nuovamente presenti nel gioco; tuttavia, il ruolo di Resetti non è più quello di rimproverare il giocatore per aver resettato (New Horizons sfrutta un sistema di salvataggio automatico); in New Horizons infatti, Resetti lavora al "Soccorso": se il giocatore si perde o rimane intrappolato da qualche parte, può chiamare il Soccorso tramite il "NookPhone", e a rispondere sarà proprio Resetti, accompagnato dal suo inconfondibile motivetto.

## Distribuzione
Lo sviluppo di un nuovo titolo della serie principale di Animal Crossing è stato confermato nel Nintendo Direct del 13 settembre 2018, inizialmente annunciato per l'anno 2019. Nintendo ha diffuso il titolo del gioco ed il suo primo trailer durante il Nintendo Direct dell'11 giugno 2019, in occasione dell'E3. La compagnia ha inoltre annunciato che il gioco sarebbe stato rimandato al 20 marzo 2020. Il presidente di Nintendo of America, Doug Bowser, ha affermato che il desiderio di mantenere un sano equilibrio vita-lavoro per i dipendenti di Nintendo è una delle principali cause del ritardo. Il valore del mercato azionistico di Nintendo ha avuto un calo del 3,5% in seguito alla notizia, per una perdita del valore di più di un miliardo di dollari statunitensi.

## Censura
New Horizons è stato utilizzato dagli attivisti hongkonghesi, tra i quali Joshua Wong, per manifestare virtualmente, piazzando sulle proprie isole bandiere, murales e dipinti raffiguranti slogan e immagini di protesta quali 光復香港，時代革命T, lett. "Hong Kong libera, rivoluzione dei nostri tempi", o ritratti funerari del segretario generale del Partito Comunista Cinese (PCC) Xi Jinping. In risposta alle proteste virtuali, il gioco è stato rimosso da tutti i negozi online cinesi come Taobao e Pinduoduo, dove il videogioco era disponibile nel mercato grigio.

## Accoglienza

### Premi
| Anno | Premio                             | Categoria                                             | Risultato       | Note         |
| ---- | ---------------------------------- | ----------------------------------------------------- | --------------- | ------------ |
| 2020 | Famitsū Dengeki Game Awards 2020   | Miglior gioco in Cina                                 | Vincitore/trice | [ 7 ] [ 8 ]  |
| 2020 | Famitsū Dengeki Game Awards 2020   | Gioco dell'anno                                       | Vincitore/trice | [ 7 ] [ 8 ]  |
| 2020 | The Game Awards 2020               | Miglior gioco per famiglie                            | Vincitore/trice | [ 9 ] [ 10 ] |
| 2020 | The Game Awards 2020               | Miglior gioco multigiocatore                          | Candidato/a     | [ 9 ] [ 10 ] |
| 2020 | The Game Awards 2020               | Gioco dell'anno                                       | Candidato/a     | [ 9 ] [ 10 ] |
| 2020 | Japan Game Awards                  | Premio Ministro dell'Economia, Commercio, e Industria | Vincitore/trice | [ 11 ]       |
| 2020 | Japan Game Awards                  | Premio per l'Eccellenza                               | Vincitore/trice | [ 11 ]       |
| 2020 | Japan Game Awards                  | Gioco dell'anno                                       | Vincitore/trice | [ 11 ]       |
| 2020 | Golden Joystick Awards             | Gioco dell'anno di Nintendo                           | Vincitore/trice | [ 11 ]       |
| 2020 | Golden Joystick Awards             | Miglior community di gioco                            | Candidato/a     | [ 11 ]       |
| 2020 | Golden Joystick Awards             | Miglior gioco per famiglie                            | Candidato/a     | [ 11 ]       |
| 2020 | Golden Joystick Awards             | Miglior gioco multigiocatore                          | Candidato/a     | [ 11 ]       |
| 2021 | British Academy Video Games Awards | Miglior gioco                                         | Candidato/a     | [ 12 ]       |
| 2021 | British Academy Video Games Awards | Famiglia                                              | Candidato/a     | [ 12 ]       |
| 2021 | British Academy Video Games Awards | Game Beyond Entertainment                             | Vincitore/trice | [ 12 ]       |
| 2021 | British Academy Video Games Awards | Game Design                                           | Candidato/a     | [ 12 ]       |
| 2021 | British Academy Video Games Awards | Multigiocatore                                        | Vincitore/trice | [ 12 ]       |
| 2021 | British Academy Video Games Awards | EE Game of the Year                                   | Candidato/a     | [ 12 ]       |
| 2021 | Game Developers Choice Awards      | Gioco dell'Anno                                       | In attesa       | [ 13 ]       |
| 2021 | Game Developers Choice Awards      | Best Design                                           | In attesa       | [ 13 ]       |